# ブライアン・ホロックス
サー・ブライアン・グウィン・ホロックス（英語: Sir Brian Gwynne Horrocks、KCB, KBE, DSO, MC、1895年9月7日 - 1985年1月4日）は、イギリスの軍人。最終階級は陸軍中将。第二次世界大戦では第30軍団を率いてマーケット・ガーデン作戦の指揮を執ったことで知られる。
ホロックスは第一次世界大戦やロシア内戦にも参戦しており、その最中二度戦争捕虜になった。また、1924年に開催されたパリオリンピックに近代五種競技で出場している。退役後はテレビ番組司会者や軍事史家としての執筆活動をこなし、14年間黒杖官を務めた。
1940年のフランスの戦いでは、バーナード・モントゴメリーの下で大隊の指揮を執った。後にモントゴメリーはホロックスを最も有能な将校の一人と認識し、アフリカとヨーロッパの両面で軍団の指揮を任せている。1943年、ホロックスは重傷を負い、再びヨーロッパで軍団の指揮を執れるほどに回復するまで1年を要した。この時の長期離脱により臨時で軍団の指揮官となったオリヴァー・リースやマイルズ・デンプシーが、イギリス陸軍全軍やそれ以上に匹敵する指揮を執ったため、彼は昇進の機会を失ったと考えられる。 ホロックスがこの時負った傷は後遺症として度々彼を苦しめ、戦後の早期退役に繋がった。
1945年以降、ホロックスはイギリスの将官として最も成功を収めた人物として認知されるようになり、「単なる二等兵まで全員と話をした将軍」、「軍団司令官の美の極致」などと謳われた。西ヨーロッパの連合軍最高司令官を務めていたドワイト・D・アイゼンハワーは、彼のことを「モントゴメリーの下で傑出したイギリス将官」と評価している。

## 前半生と第一次世界大戦
ブライアン・グウィン・ホロックスは、1895年9月7日にイギリス領インド帝国のラニケトで生まれた。父親は王立陸軍医療軍団の「ランカシャー生まれ」の医師であるサー・ウィリアム・ホロックス大佐、母親は「アイルランド人のような魅力と朗らかさをもっていた」ミナ・ホロックスであり、ブライアンは彼らの一人息子である。父ウィリアムがマルタ熱の原因究明に取り組むため、幼いブライアンは4年間ジブラルタルで過ごしたが、その時の思い出は彼にとって特に幸せなものだった。イギリスに帰国後はバウ・ダラム・スクールやラトランドのアッピンガム校、イングランドの一般私立学校などで修学した。この頃ブライアンは陸軍への入隊を志すようになった。彼は、後年著した『A Full Life』の中で「とても幸せな幼少期」を過ごしたと振り返っている。また、彼の人生はほぼ完全にスポーツに捧げられていたため、重労働に対する適正は僅かしかなかったとも述べている。
1912年10月、ホロックスはサンドハースト王立陸軍大学に入学した。サンドハーストでの生活は、「それについては正直に話そう。私は怠け者だった。着こなしにも無頓着で—陸軍の言葉ではだらしない（scruffy）というが—、加えて歩くときに体が揺れがちだったため、行進は非常に美しくないものだった。」と後世振り返っているように、彼自身あまり優れたものではなかった。彼の成績は、全ての候補生がもらえるわけでは無い士官訓練軍団証書の200点分の加算を含めても、167人中下から6番目だった。士官としての見込みがない生徒だったため、1914年に第一次世界大戦が勃発しなければ、一度たりとも将校任命辞令を受けなかった可能性が高い。
1914年7月28日に勃発した第一次世界大戦を受け、ホロックスは8月8日に少尉へ任官され、イギリス陸軍戦列歩兵部隊であるミドルセックス連隊に配属された。ホロックスは、ミドルセックス連隊の95人からなる補充兵支隊を担当していたが、上級部隊であるイギリス海外派遣軍（BEF）には、同軍がモンスの戦いで打撃を受け退却しているときに合流した。ホロックスの支隊がサウサンプトンに到着したとき、95人いたはずの支隊は98人に増えていたが、道中どうしても戦争に参加したいという3人が忍び込んだからである。ホロックスはそのときの心境について「これが、戦争にロマンがあった最後の時代だったと思う。2度の世界大戦で苦い経験をした今、1914年8月のこの国の精神を取り戻すのは不可能だね。歓声をあげる群衆の中を行進しているときは、まるで私が王様にでもなったような気がしたよ。クリスマスまでには終わると思っていたし、唯一の心配事はクリスマスに間に合うかどうかだった。みんなも同じだったよ。」と振り返っている。
フランスに到着したホロックスは、エドワード・スティーブン・ギボンズ大尉（1918年に戦死）が中隊長を務めるミドルセックス連隊第1大隊第16小隊に配属された。なお、この大隊は、どの師団にも属さない第19独立旅団の一部隊である。ホロックスは「このときの主な記憶、このときのすべての小隊長の記憶は、ひたすらに疲れる行軍だったということである。足が自動的に動いてくれている間に眠れるとは、それまで気がつかなかった。」と振り返るほど過酷な生活を送っていたが、一方で「あのコックニーのユーモアセンスには笑わされたよ。私の目の前を歩いていた小柄な二等兵が、ずっと不機嫌な顔をしている隣の兵士を見上げて『なぜお前の顔に休日をやらないんだ、親友？笑ってみろって』と言ってたんだ。」とも語っている。ホロックスは、中隊長のギボンズ大尉や第16小隊小隊長のウィニー軍曹を尊敬していた。ある雨の日、大隊の将校たちは快適な農家に寝床が設けられたが、ホロックスを含む下士官はウシが出て行ったばかりで、肥料だらけの牧草地に寝床を設けることになった。将校であるギボンズ大尉はこの待遇に激怒し、部下の不幸を将校も共有するべきだと主張した。「心は沈んだが、本能的に彼が正しいことは分かった。」と、ホロックスは後に書き残している。ダグラス・ディレイニーはこの出来事について、一見些細なことのようでも、兵士たちの記憶の中に組み込まれて、結果として兵士の士気につながっていたと分析している。しかし、ホロックスの戦いは長くは続かなかった。1914年10月21日、アルマンティエールの戦いでメニルの守備をしていたホロックスは、ドイツ軍に小隊ごと包囲された。戦闘の中で銃弾が下腹部と太もも上部を貫通する重傷を負ったホロックスは、ドイツの捕虜にとられてしまった。「私の戦争はここで終わり、現役軍人としての経歴にも4年間の空白ができてしまった。」と振り返っている。
ドイツの軍病院に収容されたホロックスだったが、イギリスが1899年のハーグ条約に違反して拡張弾頭（ダムダム弾）を使用していると考えていたドイツ軍により、何度も尋問を受けた。ホロックスの担当官は服やシーツの交換を拒み、彼と同僚将校への基本的な備品の提供も拒否した。その結果、2人とも一時的に足が不自由になり、這ってトイレに行かざるを得なかったため、ホロックスは傷が化膿してしまった。状況が改善したのは病院から捕虜収容所へ移送後のことである。収容所への移送中にドイツ兵と親交を深めたが、これは最前線の兵士がお互いを尊敬し合っているからだという。12月18日に中尉へ昇進。収容中、何度か脱走を図り、オランダとの国境500ヤード (460 m)手前までたどり着いたこともあったが、その結果ロシア人将校用の収容所へ入れられた。それでも脱走を諦めなかった彼は、言葉の壁が脱走への障壁になると考え、この機会をいかしてロシア語を習得した。第二次世界大戦後、ホロックスは庶民院で勤務するが、このときにニキータ・フルシチョフやニコライ・ブルガーニンと流暢なロシア語で挨拶を交わして驚かせたことがある。大戦の後半はホルツミンデン捕虜収容所に収容され終戦を迎えた。幾度となく脱走を図るなどして抵抗したことが評価され、1920年に武功十字章を受章した。
イギリスに引き揚げたホロックスは、平時の生活になかなか慣れることができなかった。ロンドンでは、貯まっていた4年分の遡及的給与をたった6週間で使い果たすほどの豪遊をしている。

## 戦間期

### ロシア内戦
1919年、ロシア内戦への連合国の介入の一環として、ホロックスはロシアへ派遣された。4月19日にウラジオストクに到着。このとき、アレクサンドル・コルチャーク率いる白軍は、チェコ人やスロヴァキア人捕虜からなる第1チェコスロバキア軍団とともに、シベリア一帯から赤軍を追い払う最中だった。だが、チェコスロヴァキア軍団の構成員は帰国し始めていたため、イギリスは抜けた穴をロシア人で補うことを急務としていた。しかしながら、そのために用意したのはわずか2個歩兵大隊あり、イギリスはこの2個大隊で、余剰兵器によるロシア人への軍事教練と、白軍の通信手段の改善を行わなければならなかった。
ホロックスに与えられた最初の任務は、13人の将校と30人の兵士とともに、3,000マイル (4,800 km)離れたオムスクにいる白軍まで弾薬を輸送するシベリア鉄道の護衛だった。27両分の弾薬を運ぶ長旅は1ヶ月以上かかり、その間ロシア語に堪能な唯一のイギリス軍人として、様々な困難に直面した。列車が駅に停車するたびに、弾薬を積んだ貨車を接収しようとする駅長を追い払い、満州里駅ではイギリス兵の存在が2人のコサック兵を刺激してしまい、結果として決闘を引き起こしてしまった。ホロックスは決闘の介添え人になりかけたが、その前にコサック兵は逮捕されたので事なきを得た。裁判になる前に、ホロックスは自分のロシア語の誤りによって誤解が生じた結果だと主張し、事態を収拾させている。
次の任務は、ウラル地方のエカテリンブルクにある、駐露イギリス旅団付属の下士官養成学校の副校長を務めることだった。しかし、ホロックスは古参の幹部の多くを健康上の理由で解雇しなければならず、この役職に不満をもっていた。白軍からの物資援助も満足に受けられなかったが、彼は部下との信頼関係の構築に努め、ロシア軍人への敬愛を忘れなかった。
駐露イギリス軍に帰国命令が出てからも、ホロックスと同僚将校であるエリック・ヘイズの2名は、第1シベリア軍のアドバイザーとしてロシアにとどまることになった。白軍の撤退とともに、ホロックスらも3,000マイル (4,800 km)離れたウラジオストクまで退却したが、1920年1月7日にクラスノヤルスクで赤軍に拘束された。10ヶ月にわたる捕虜生活中、重度のチフスを患ったが辛くも回復している。イギリス政府が捕虜の解放を交渉した結果、ホロックスは10月29日に解放され、イギリス海軍の巡洋艦「デリー」にて帰国を果たした。

### 帰国
帰国後のホロックスは、戦後のドイツに駐留していたイギリス陸軍ライン軍団の連隊に加わり、時期を同じくして勃発していたアイルランド独立戦争に出兵した。この「最も不快な戦争」における彼の任務は、兵器の探索や待ち伏せ、道路の封鎖などを行うことだった。その後シレジアに移動し、ドイツ人とポーランド人との緊張緩和のために短期間駐在した。
再びイギリスに戻ってきたホロックスは、近代五種競技に打ち込むようになった。陸軍の大会で活躍した彼は、1924年パリオリンピックにイギリス代表として出場し、38人中19位の成績を収めた。残りの戦間期は、国防義勇軍のミドルセックス連隊第9大隊副参謀（1926年 – 1930年）、キャンバリー参謀大学修学（1931年 - 1932年）、戦争省参謀大尉（1934年 – 1936年）、第5歩兵旅団旅団参謀少佐（1936年 – 1938年）、参謀大学教官などを歴任した。特に国防義勇軍で勤務していたときが、ホロックスにとって最も幸せな時間だったが、その際に経験した民兵との付き合い方は、後の第二次世界大戦でも大いに役立つものとなった。1935年に名誉進級で少佐へ、翌年には正式に少佐となり、また翌年には名誉進級で中佐へ昇進している。
1928年、ホロックスは地方自治体委員会の建築家の娘であるナンシー・キッチンと結婚した。ジリアンという名の娘を一人儲けたが、ジリアンは1979年にテムズ川で溺死している。

## 第二次世界大戦

演習中、カヴェナンター指揮戦車に搭乗する、第9機甲師団司令官のホロックス少将（1942年7月18日）

第二次世界大戦が勃発したとき、ホロックスはキャンバリー参謀大学で教官を務めていた。より短期間で修了する士官養成コースの新設に携わった後、1939年12月に正式に中佐へ昇進した。翌年5月より、バーナード・モントゴメリー少将率いる第3師団直属の機関銃大隊である、ミドルセックス連隊第2大隊の指揮官としてフランスへ派遣された。当時のイギリスの戦闘教義では、重機関銃は軍団や師団直属の指揮下に置かれていた。ダンケルクの戦いでは、退却する大隊に加わった。わずか17日間ではあったがこのときの活躍が上官に認められ、臨時で准将に昇進し、第11歩兵旅団南東司令部の指揮権を与えられた。前任であるケネス・アンダーソンは、ダンケルクからの撤退中に第3師団の司令官に昇任している。第2軍団の司令官だったアラン・ブルックは、ダンケルク撤退後にイギリスへ呼び戻されたため、後任にはモントゴメリーが就任した。ホロックスもイギリスへ帰国し、第9旅団の司令官に就いてドイツの侵攻から本土を防衛する任務を受けた。短期間西部司令部の参謀准将を務めたあと、1941年6月25日に代理少将に昇進して第44（ホームカウンティー）歩兵師団の指揮を執った。5月28日に正式に大佐へ昇進した（年功は1940年7月1日まで遡る）。
1942年3月、ホロックスは新設された第9機甲師団の司令官に就任し、6月27日には臨時で少将に昇進した。ホロックスは長らく歩兵畑を歩んでおり、機甲兵の扱いには慣れていなかったため、機甲師団の司令官への任命は異例の人事だった。そのため、部隊の有効性を高め、自身が機甲戦に慣れるように演習を行い、師団を厳しく訓練した。実戦では一度も師団の指揮を執ったことはなかったが、さらに臨時で中将へ昇進し、モントゴメリー麾下の第8軍第13軍団の指揮官としてエジプトへ派遣された。モントゴメリーとハロルド・アレグザンダーは、トブルクの陥落などで解任されたクロード・オーキンレックの「尻拭い」のために、それぞれ第8軍司令官と中東軍司令部の最高指揮官に就任していた。第8軍では、旧体制で失策したとみなされた将校は解任され、後任にはモントゴメリーの気に入っている指揮官が招聘された。ホロックスもモントゴメリーに選ばれた指揮官であり、「これからの任務にまさに必要な人物だ」と判断された結果である。

### 北アフリカ

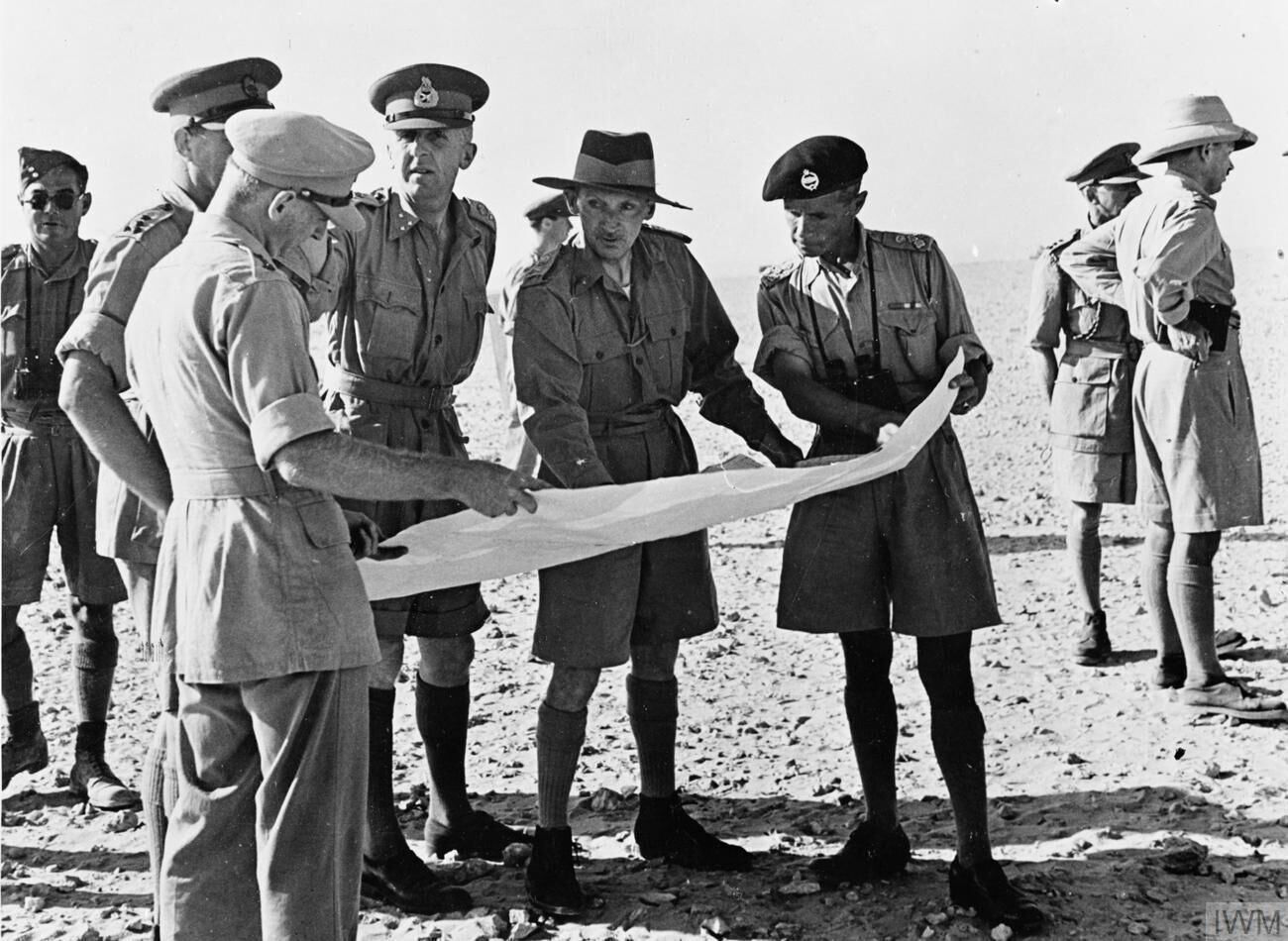
第22機甲師団司令部で、部隊の配置について話し合う第8軍新司令官のモントゴメリー中将（中央）と、第13軍団新司令官のホロックス中将（左）。ベレー帽を被っているのはジョージ・フィリップ・ブラッドリー・ロバーツ准将（1942年8月20日）。

北アフリカに到着したホロックスは、エルヴィン・ロンメル率いるドイツアフリカ軍団からアラム・エル・ハルファの高地を防衛するように命じられた。ただ、ここで大量の死者が出ると、モントゴメリーが計画しているエル・アラメイン攻勢に支障が出る心配があったため、ホロックスに「無理なく撃退するように」と伝えている。ホロックスは防衛戦に備えて、アラム・エル・ハルファの高地に塹壕を掘り、そこに機甲部隊を待機させた。1942年8月30日からドイツ軍の攻撃が始まったが、それまで大きな成功を収めていた、88mm砲の射程にイギリス戦車を誘い出す戦法がうまくいかず、ドイツ軍はイギリス砲兵部隊と砂漠空軍の両方から大打撃を被った。結果的にドイツ軍は多大な犠牲を出しながらもヒメイハット丘を占領したが、連合軍は第2ニュージーランド師団の攻撃が失敗に終わった後は、丘の奪還を試みることはなかった。イギリス軍はアラム・エル・ハルファの防衛に成功し、軍の士気は向上した。ホロックスの部下であるジョージ・フィリップ・ブラッドリー・ロバーツ准将は、「どこに行っても信頼と情熱を抱かせる素晴らしい才能」と、モントゴメリーは、「あの日の彼の行動はおおきな賞賛に値する」と、それぞれホロックスを賞賛している。

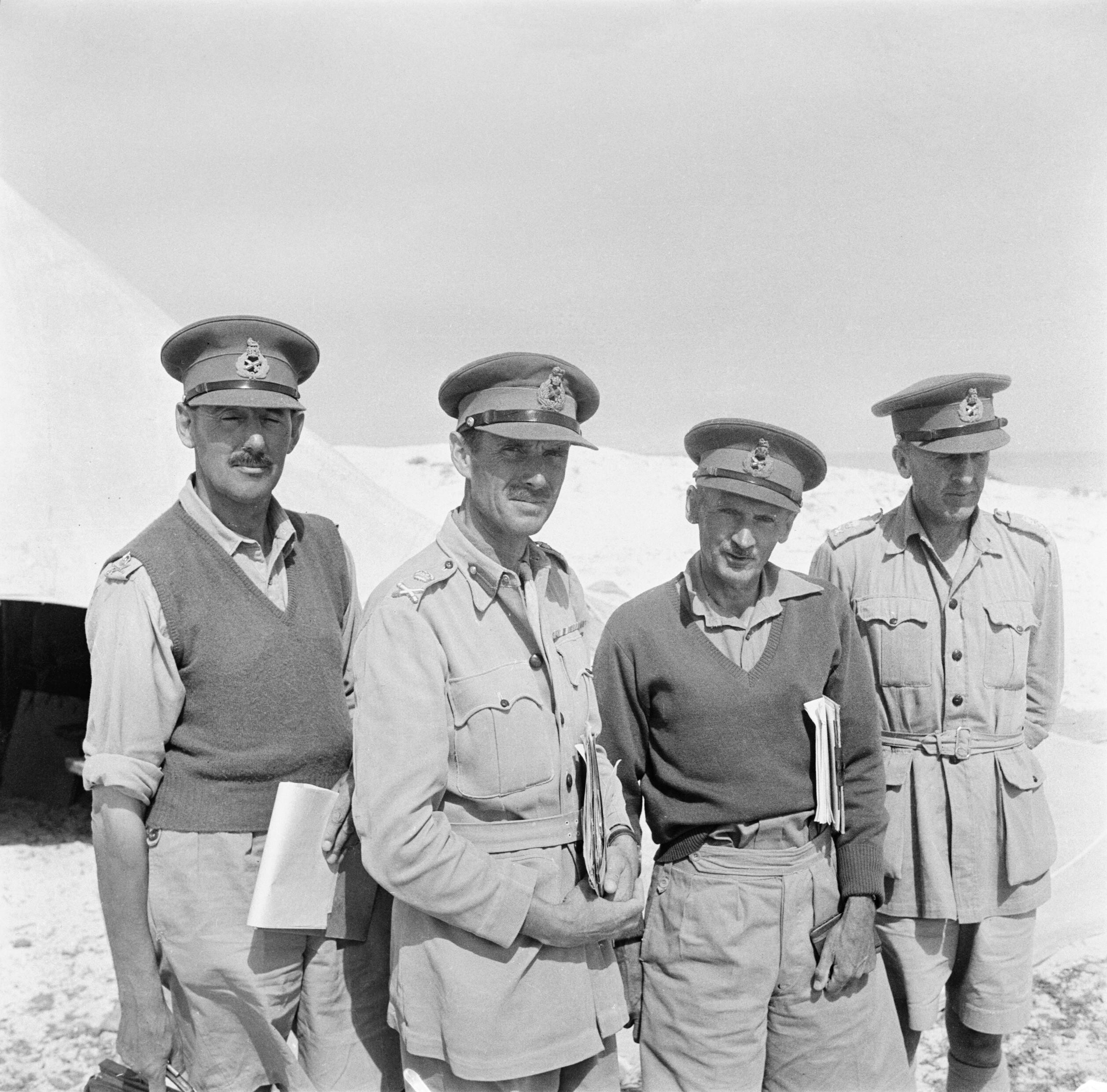
1942年後半、北アフリカのイギリス軍司令官たち。左から第30軍団司令官オリヴァー・リース中将、第10軍団司令官ハーバート・ラムズデン中将、モントゴメリー中将、第13軍団司令官ホロックス中将。

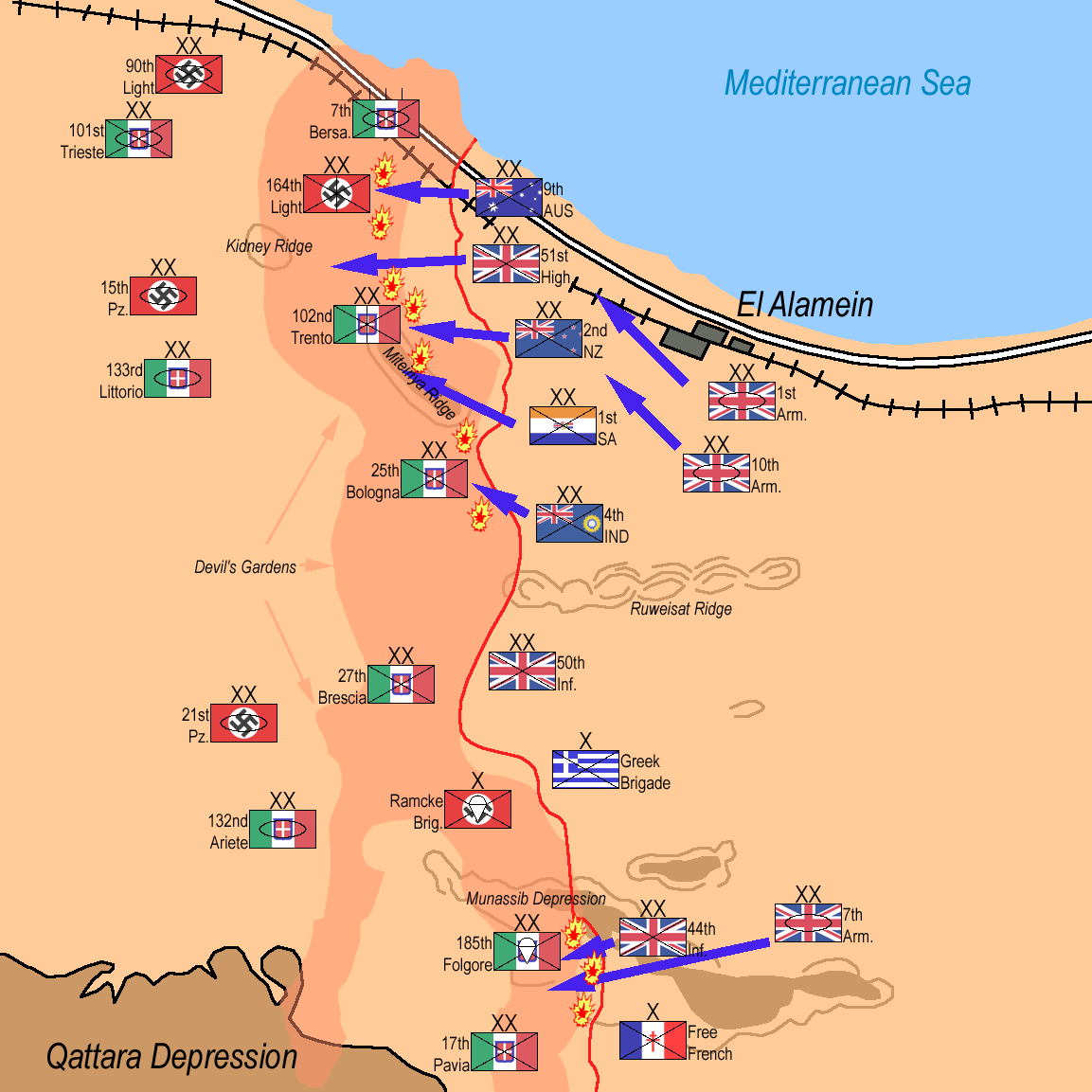
1942年10月23日、エル・アラメインでの攻撃の際、ホロックスの第13軍団麾下である第7機甲師団、第44（ホームカウンティーズ）師団、第1自由フランス旅団は、南側から攻撃を仕掛けると見せかけ、枢軸国を翻弄した。

アラメインでの戦闘に向けて、ホロックスは第10軍団の司令官を打診された。しかし、機甲科出身のハーバート・ラムズデンのほうが適任であると考え、この人事を断っている。アラメインでは、第30軍団と第10軍団が北側で本陣を構え、ホロックスは第13軍団を率いて南側で枢軸国軍を欺くためのフェイントを仕掛けることになっていた。ただ、モントゴメリーからは、戦車の損失を出さないように言われていたため、第13軍団の攻撃方法は小規模な奇襲に限られていた。枢軸国に対するイギリスの欺瞞作戦は大きな成功を収めたため、ホロックスの軍団は予備へ回されて規模を縮小し、残った第8軍は退却する枢軸国軍の掃討にあたった。一時、ホロックスの指揮下には戦場の残骸を回収するための部隊しか残らないこともあったが、それでも彼は毎日戦場へ足を運んだ。12月に入ると、第13軍団の指揮をマイルズ・デンプシー中将に譲り、第8軍の先陣である第10軍団の司令官を引き継いだ。前任のラムズデンは、エル・アラメインでの追撃戦で思うように戦果をあげられなかったために解任されている。ホロックスは一連の功績により、1942年12月31日に殊功勲章を受章した。
1943年1月にトリポリが陥落すると、枢軸国の残存兵力は、戦前にフランスが構築したマレス線の手前、チュニジア南部の防衛線まで退却した。3月、第30軍団が戦線突破に失敗したため、ホロックスは第1機甲師団、自由フランス軍の1個旅団、第2ニュージーランド師団および第8機甲師団を含むニュージーランド軍団からなる軍団を率いてスーパーチャージ作戦を発動し、枢軸国の防衛線に攻撃を仕掛けた。ドイツ軍が突破は不可能だと見ていた峠を、ホロックスは側面迂回によって突破し、マレスの陣地から枢軸国を後退させることに成功した。これにより、イタリア軍の3個師団が壊滅し、ドイツの第15、第21装甲師団と第164歩兵師団が大きく損耗した。4月29日、第1軍に転属したホロックスは、訓練中の事故で負傷したジョン・クロッカー中将の後任として第9軍団の司令官に就任した。4月から5月にかけてチュニジアで行われた連合国軍の最終攻勢では、この軍団を率いてチュニスを占領し、ドイツアフリカ軍団の残党の降伏を受け入れている。一連の功績により、6月24日に殊勲者公式報告書へ記載され、8月5日にはバス勲章コンパニオンを受章した。また、中将への臨時昇進と、戦時の実質的な少将昇進も果たした。
第10軍団司令官に復職した1943年6月、ホロックスは第46歩兵師団によるサレルノ上陸作戦（アヴァランチ作戦）の全軍共同演習を視察中に、ビゼルトで空襲に遭い重傷を負った。ドイツの戦闘機による機銃掃射は彼の上胸部から肺、胃、腸を貫いたため、5度の手術と14ヶ月間の療養を余儀なくされた。第10軍団司令官の後任には、リチャード・マクレアリー中将が就任した。

### 北西ヨーロッパ

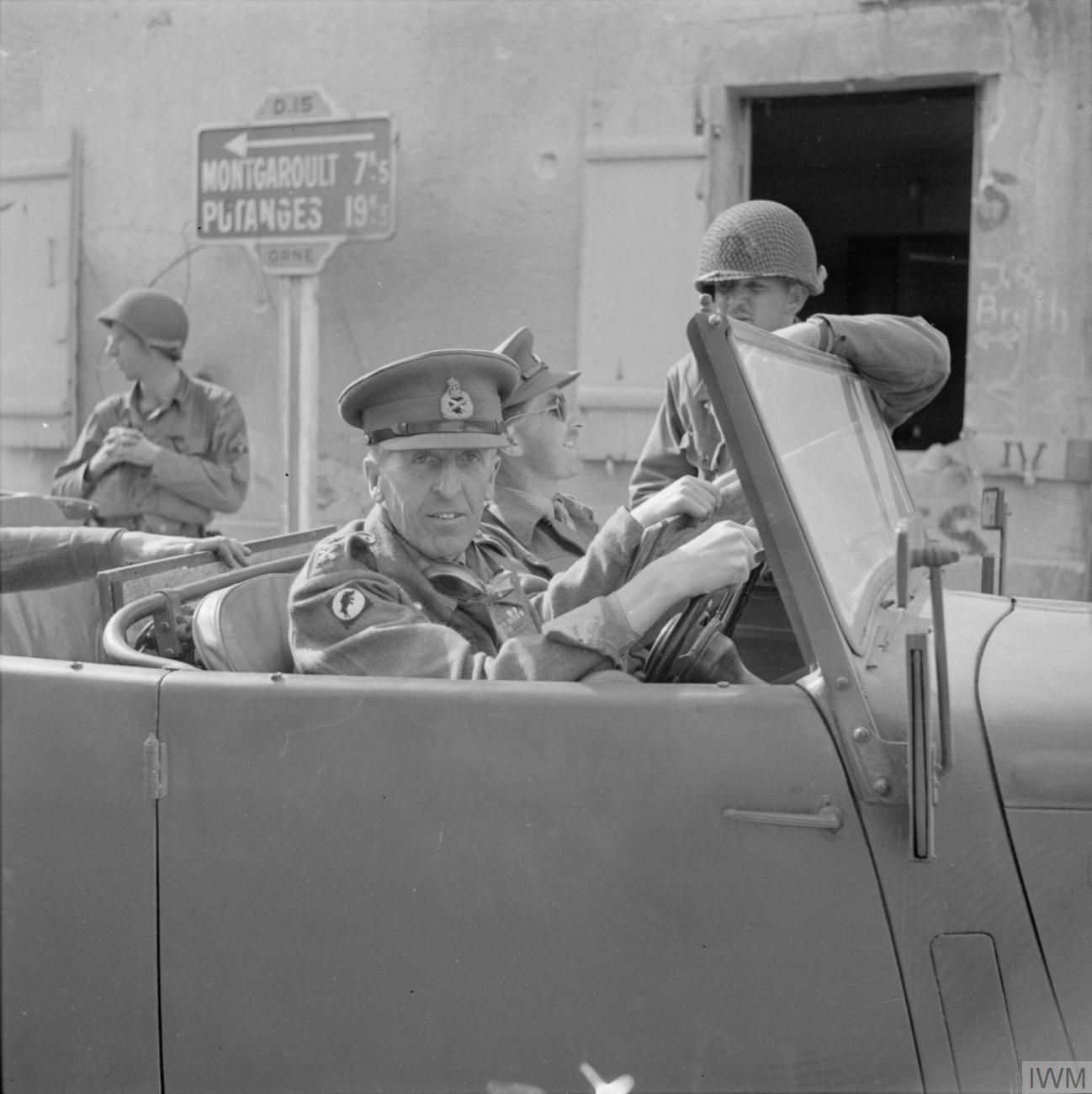
アルジャンタンで自身の将校用自動車に乗車する第30軍団司令官のホロックス中将（1944年8月21日）

ホロックスが「別の軍団がほしい」と、帝国総参謀長のアラン・ブルック元帥に言えるまでに回復するには、約1年を要した。1944年8月に中将に復帰を果たすと、ドイツの第7軍と第5装甲軍の包囲戦であるファレーズ・ポケットで第30軍団の指揮を執るため、フランスに派遣された。モントゴメリーが、2ヶ月前のノルマンディー上陸作戦以来、第30軍団とその司令官であるジェラルド・バックナルの戦績に不満を感じていたことによる人事である。ホロックスは続くベルギー侵攻時も第30軍団の指揮を執り、ブリュッセルを占領した。一時は、わずか6日間で250マイル (400 km)も進軍している。フランスの主要な深水港は未だドイツが占領しており、連合国の補給線はノルマンディーの海岸までのびていたため、物資の補給問題は常に懸念事項であった。モントゴメリー麾下の第21軍集団は港から300マイル (480 km)離れた場所で作戦を展開していたが、これは兵站計画における想定距離の2倍であったため、第30軍団はアントウェルペン港を防衛する目的でアントウェルペンに派遣された。9月初旬に第11機甲師団がアントウェルペンを陥落させたが、モントゴメリーは再補給のために第30軍団をアルベール運河の手前で停止させたため、結果的に敵の手中に留まってしまった。燃料があればあと100マイル (160 km)は進軍できただろうと、ホロックスは戦後になって後悔の弁を述べているが、これが遅れることなく達成できたかどうかは疑いの余地がある。連合国軍側は気がついていなかったが、このときの第30軍団の相手はドイツの1個師団のみだった。その間にドイツ軍はスヘルデ川周辺で再編成を行っており、連合国軍が進撃を再開する頃にはドイツの第1降下猟兵軍（クルト・シュトゥデント指揮）が到着して、運河の対岸に強固な防衛陣を構築していた。アントウェルペンから北海まで、スヘルデ川に沿ってのびるドイツの防衛陣を撃破する任務はカナダ第1軍に与えられ、1ヶ月に及ぶスヘルデの戦いが展開された。9月中旬、第30軍団は再び東へと移動した。

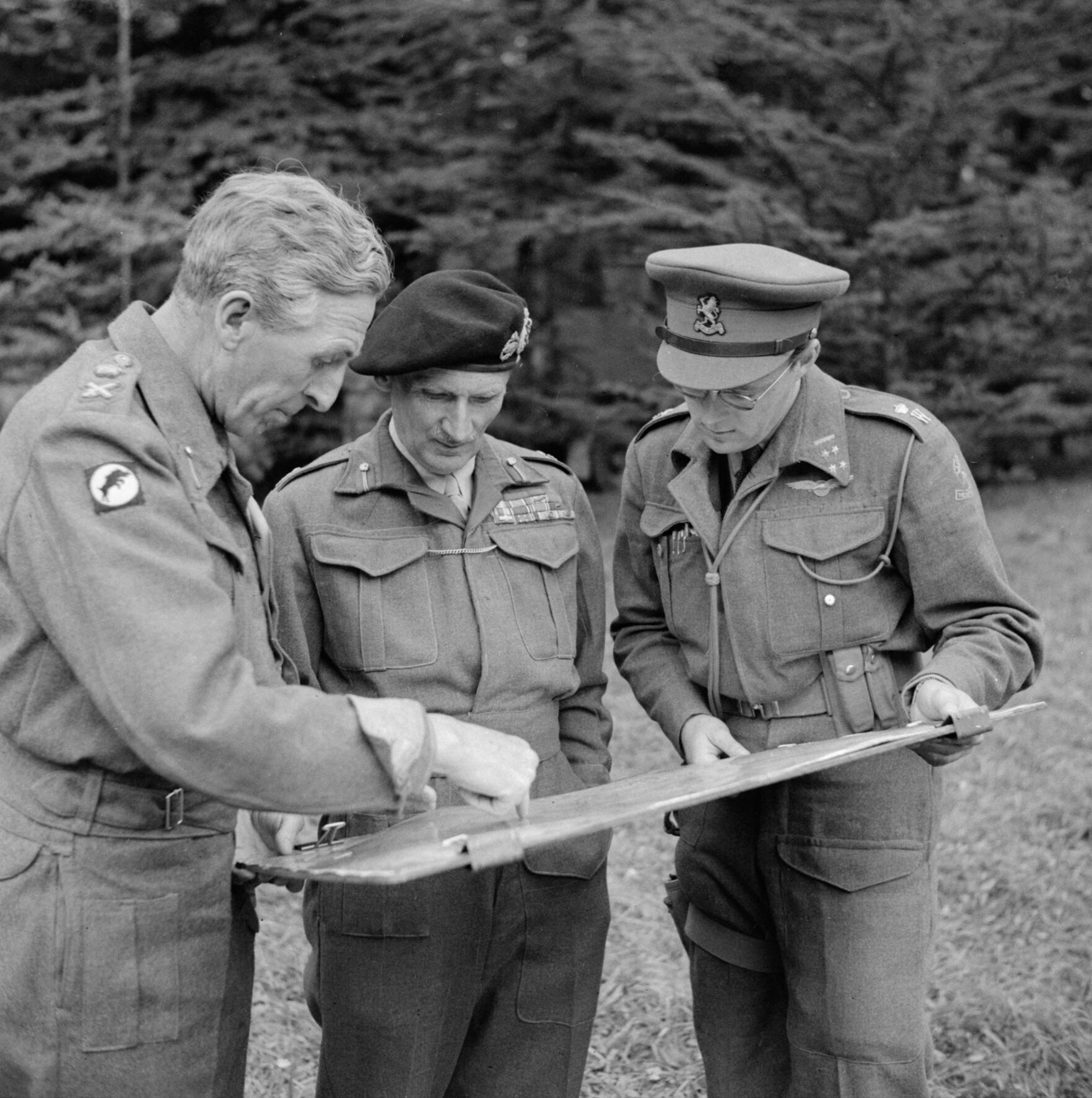
第30軍団司令官のホロックス中将（左）、オランダ軍総司令官のベルンハルト王配（右）とともに地図を確認するモントゴメリー元帥（1944年9月8日）

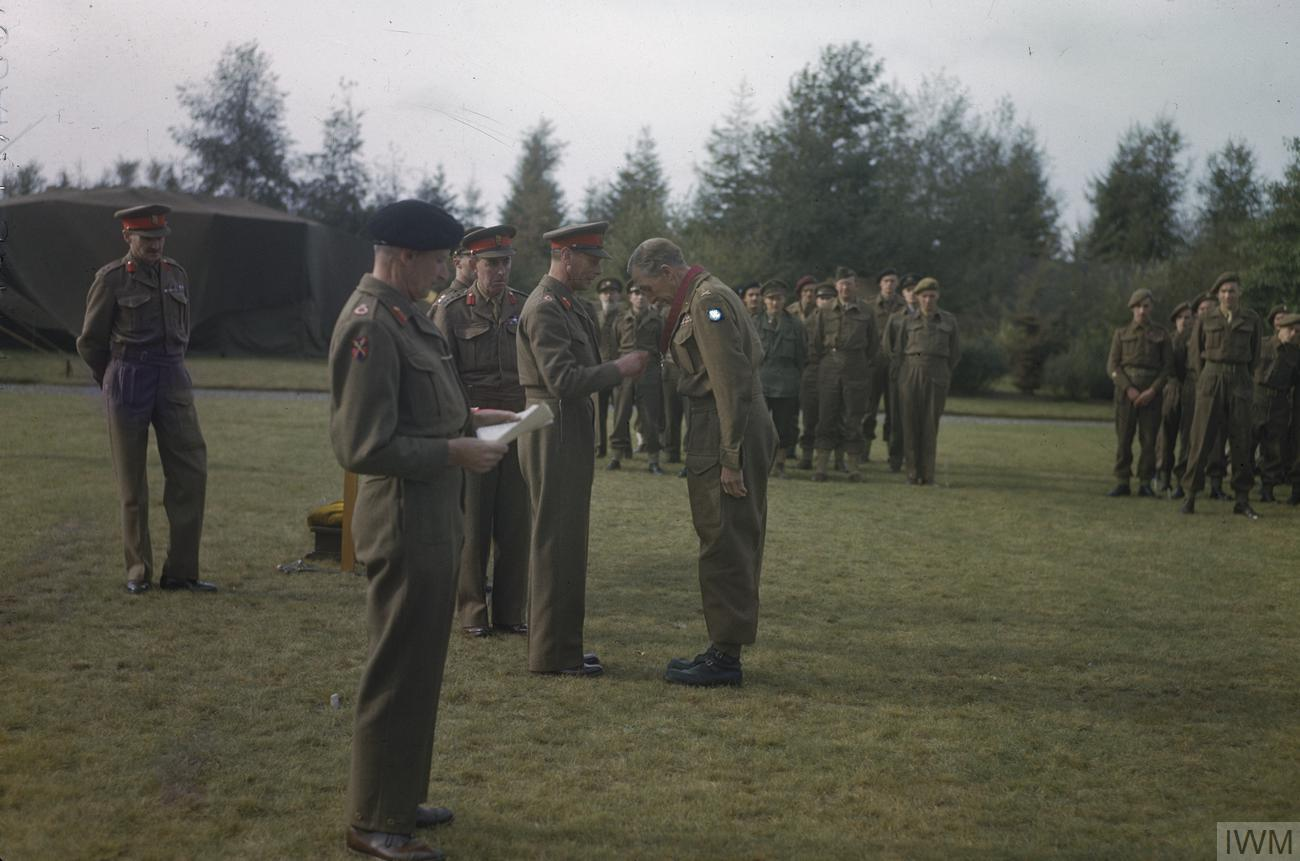
モントゴメリー元帥が指揮する第21軍集団の司令部で、ジョージ6世から贈られたバス勲章と殊功勲章を受けるホロックス中将（1944年10月15日）

9月、元帥に列せられたモントゴメリーは、コードネームを「マーケット・ガーデン作戦」とする、ライン川を越えてドイツの工業地帯へ突入する野心的な作戦を第21軍集団の優先事項とした。ホロックス率いる第30軍団は地上攻撃を担い、空挺部隊が守備する回廊地帯を抜けて、4日以内にアーネムの第1空挺師団と合流する予定になっていた。しかし、結果として第30軍団はアーネムに到着することができず、ドイツ軍の攻撃に晒された第1空挺師団は9月21日までに師団の4分の3を失った。戦後の分析では、ホロックスの部下が事の緊急性を欠いていたためと指摘する声もあれば、第1連合空挺軍の軍事情報によって、この地域のドイツ軍の防衛力が大きく過小評価されていたためとする指摘もある。特に重要だったのは、連合国軍のノルマンディー上陸後、休息と再装備のためアーネムへ送られた2個SS装甲師団の残存兵力を見誤ったことである。情報では、オランダには「少数の歩兵部隊と、50～100両ほどの戦車」しかいないと報告されていた。ヴァルター・モーデル元帥率いるB軍集団が反撃に出ると、ホロックスの部隊は防戦に徹することになり、イギリス軍を停止させて側面を固めたことで進軍に遅れが発生した。ホロックスの部隊がいたのは移動に不向きな場所であり、前衛を務める近衛機甲師団は、平地もしくは浸水した田園地帯を通る1本の細い高架道路の通過を余儀なくされた。アーネムからわずか8マイル (13 km)の距離にあるナイメーヘン橋は、作戦初日に第508落下傘歩兵連隊が占領する予定であったが失敗し、2日後に到着した第30軍団がその攻略を支援することになったためさらに36時間の遅延が生じた。ホロックスは、マーケット・ガーデン作戦の失敗を個人的に責められてはいない。作戦中、アメリカのジェームズ・ギャビン准将率いる第82空挺師団がホロックスの指揮下に入ったが、後にギャビンは以下のように記している。

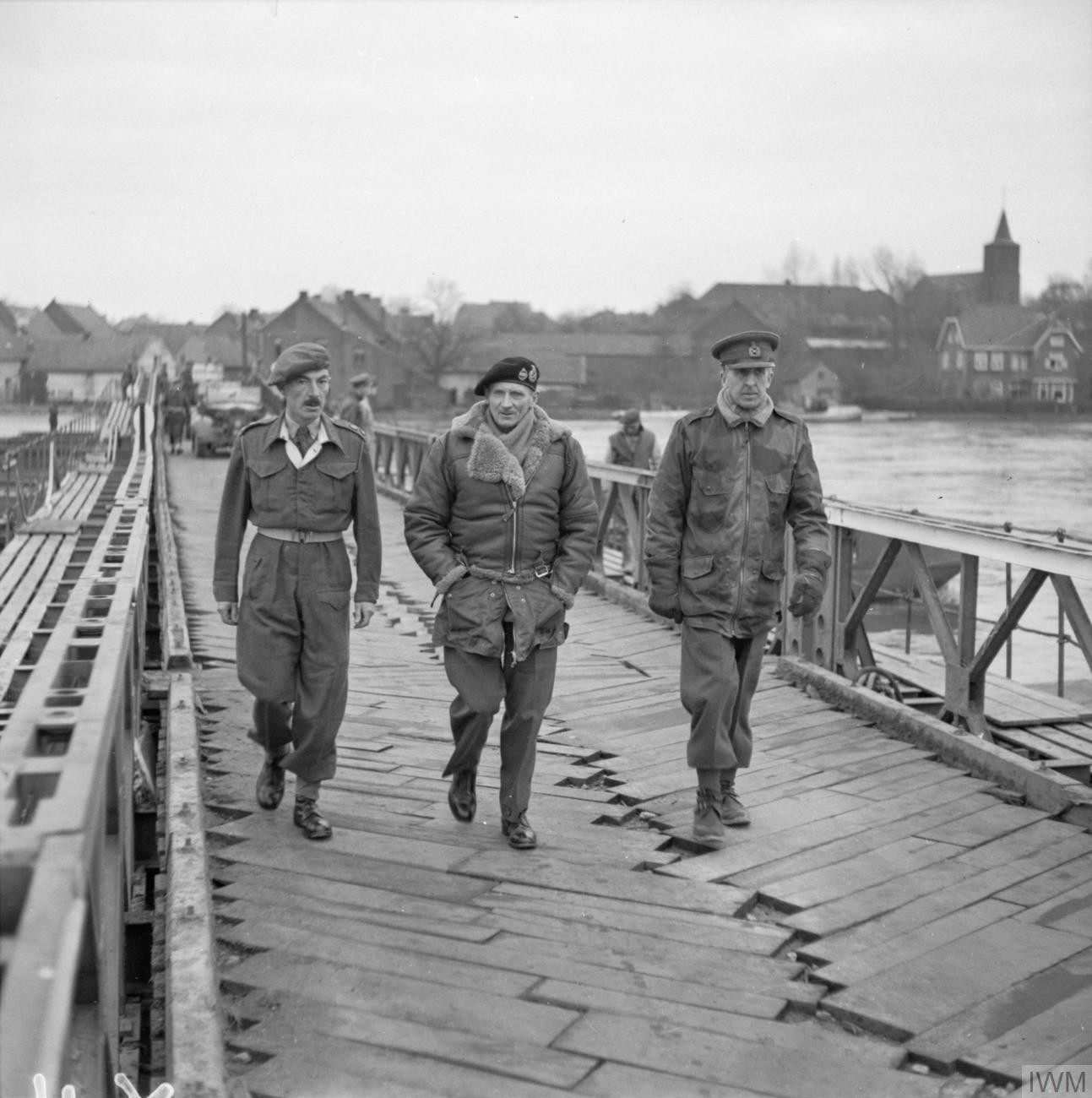
ベルグに架けられたベイリー橋を渡るモントゴメリー元帥（中央）とホロックス中将（右）ら将官（1944年12月3日）

バルジの戦いが起こると、モントゴメリーはホロックスを第30軍団司令官から一時的に解任し、イギリスで休養を取らせた。彼は、ホロックスが「神経質で部下との関係が悪くなり」、第30軍団で「愚かな行動を取ろうとした」ために、このような処分を下した。ホロックスが外れている間、第30軍団司令官は臨時で第43（ウェセックス）歩兵師団司令官のアイヴァー・トーマスが兼任している。

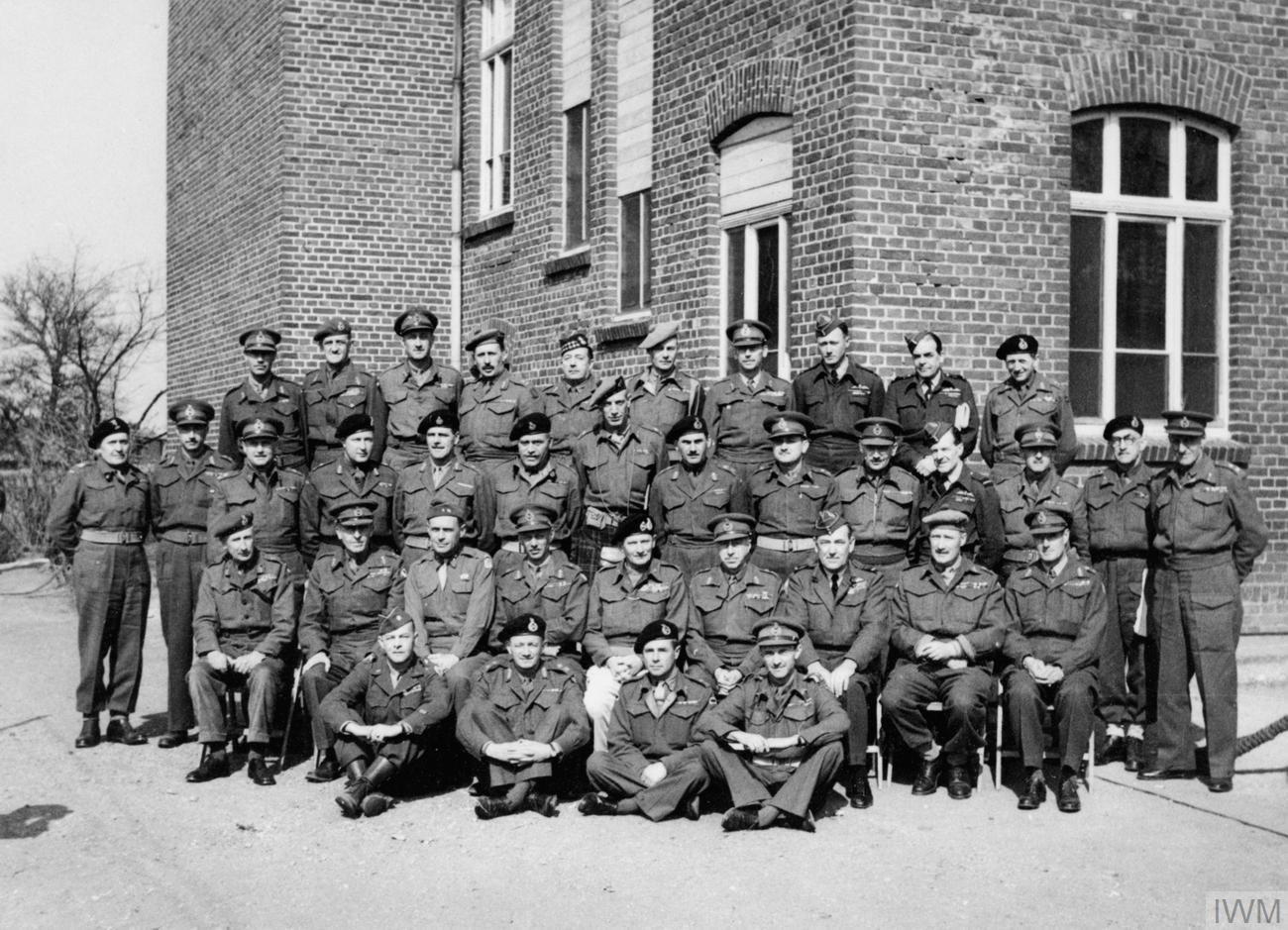
1945年3月22日、ドイツのヴァルベックで、ライン川渡河の最終命令を下した後、軍、軍団、師団司令官らと記念写真に応じるモントゴメリー元帥。椅子に座っている列の左から2人目がホロックス中将。

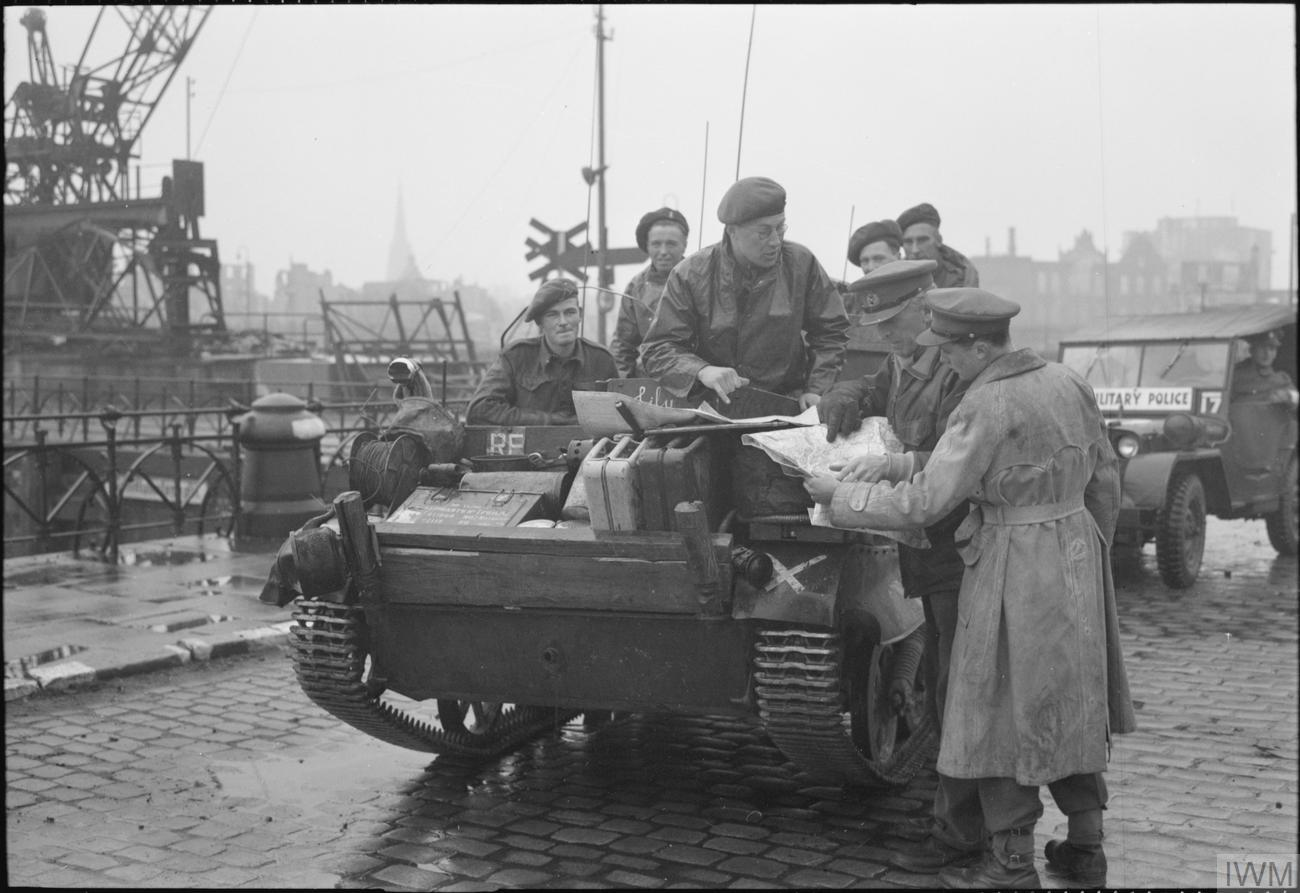
1945年4月27日、ブレーメンの港湾施設で、ユニバーサル・キャリアに乗る将校と地図の確認をするホロックス中将（右から2人目、立っている人物）

1945年初頭、第30軍団はライン川を渡河してドイツ軍を撤退させるヴェリタブル作戦に参加した。このとき、軍団は大規模な火器を駆使し、「過去2年半の間に学んだあらゆる技術を投入し、新たな技術も追加された」と言われるほど全力を注いだ。また、短期間ではあったが、第30軍団は9個師団を指揮下に置いていた。作戦前、ホロックスは王立空軍爆撃司令部を用いてクレーヴェを爆撃し、第15（スコティッシュ）歩兵師団の進軍を支援する申し出を受けた。ホロックスはこれを許可したため、爆撃機は1,384ロングトン (1,406 t)もの高性能爆薬榴弾をクレーヴェに投下し、街を壊滅させた。ホロックスは後に、このときの決断は「私の人生で最も恐ろしい決断」であり、実際に頭上に飛来する爆撃機を見たときは「体調が悪い」と感じたと語っている。ヴェリタブル作戦は成功を収め、2月9日の夕刻には少しの死傷者は出したものの、第30軍団はジークフリート線を突破してドイツに侵入した。4月26日にはブレーメンが陥落し、近郊のザントボステルにあった強制収容所シュタラークX-Bが暴かれた。その後、軍団はクックスハーフェンで終戦を迎えた。

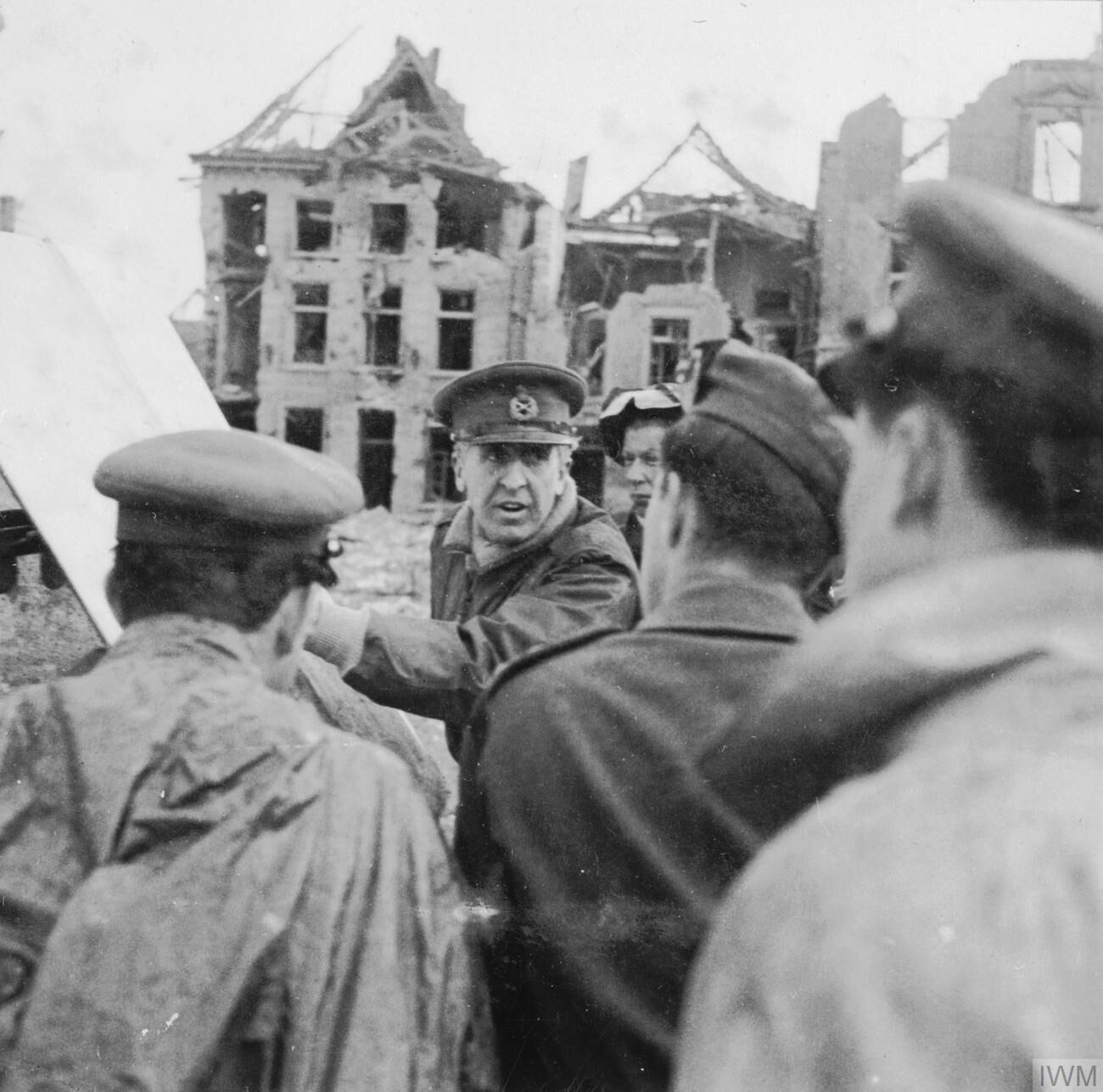
レースにて、第30軍団の兵士にマップボードを用いて状況を説明するホロックス中将（1945年5月26日）

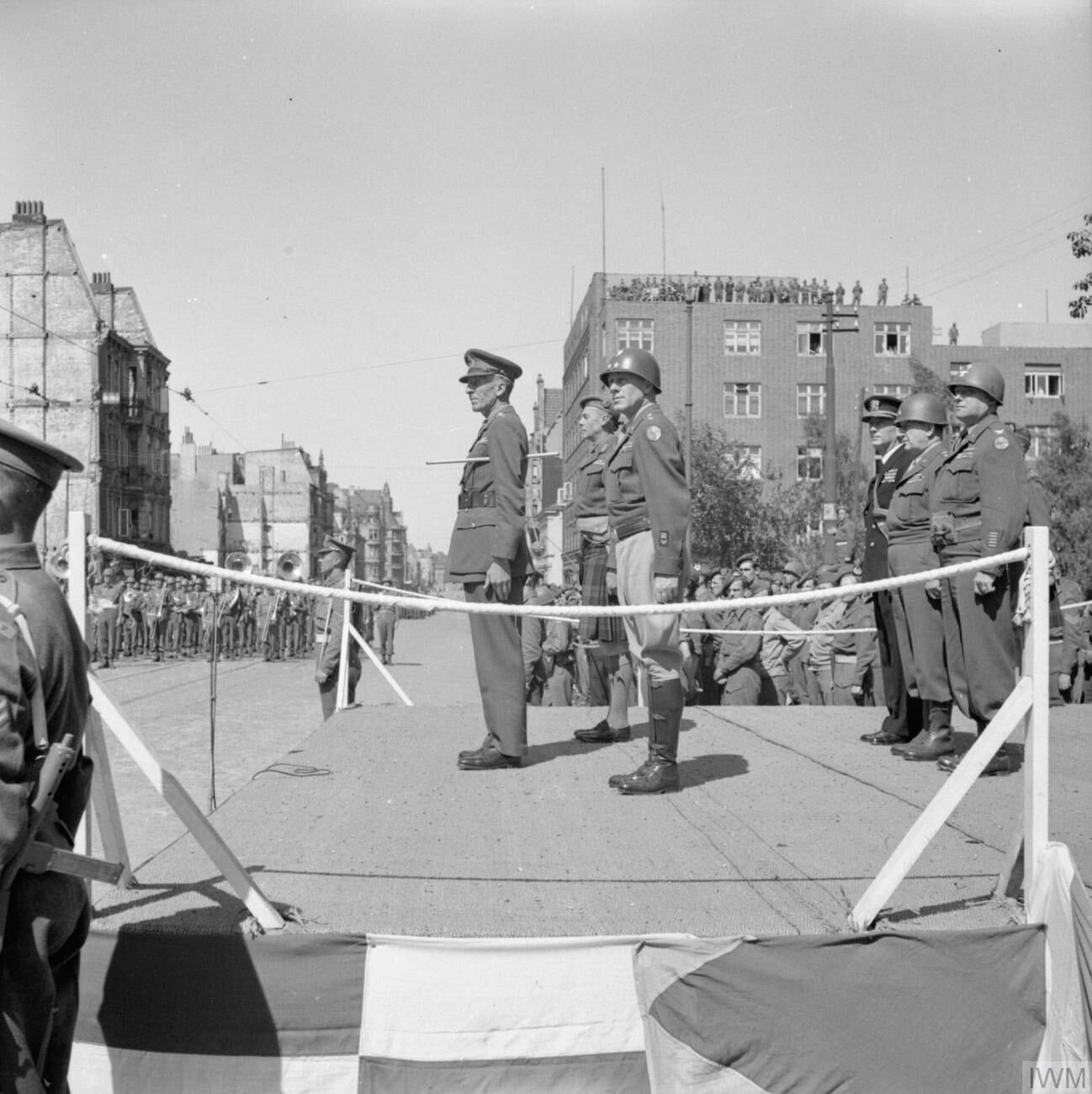
ブレーマーハーフェンにて、イギリス軍からアメリカ軍への引き継ぎ式に臨む第30軍団司令官のホロックス中将（中央左）、第51（ハイランド）師団司令官のゴードン・マクミラン少将（中央奥）、アメリカ軍第29歩兵師団司令官のチャールズ・ゲアハート少将（中央手前）

ホロックスは、北西ヨーロッパでの功績によって1945年3月22日と8月9日の2度殊勲者公式報告書に記載され、7月5日には大英帝国勲章ナイト・コマンダーに列せられた。その他、ベルギー（従軍十字章1940年章、王冠勲章グランド・オフィサー）、フランス（1914年-1918年従軍十字章、レジオンドヌール勲章コマンドゥール）、オランダ（オラニエ＝ナッサウ勲章ナイト・グランド・オフィサー）、ギリシャ（ゲオルギオス1世勲章コマンダー）、アメリカ合衆国（レジオン・オブ・メリット勲章コマンダー）の各国からも叙勲されている。

## 戦後
ホロックスは戦後も軍務を続けた。当初は西部司令部総司令官を務め、1946年に1944年12月29日に遡って正式な中将へ昇進を果たした。その後、1948年8月に病で倒れるまで一時的にイギリス陸軍ライン軍団の指揮も執ったが、かつて北アフリカで受けた傷の影響もあり、1949年1月初旬に退役した。その年の誕生日叙勲でバス勲章ナイト・コマンダーに列せられ、王立砲兵連隊の国防義勇軍部隊の名誉大佐に任じられた。
1949年、伝統的に退役した士官がその任に就く黒杖官に任命され、その地位は1952年にエリザベス2世の即位によって追認された。黒杖官は貴族院の運営を監督し、議員の召喚を行い、式典に参加する責務がある。1957年、イギリスの女優であるヴィヴィアン・リーが、聖ジェームズ劇場の取り壊しを防ぐために貴族院の議事を止めたとき、ホロックスは彼女を退場させるという黒杖官としては異例の任務をこなした。また、議会での議論が長引くと、黒杖官はその間の退席ができないため、ホロックスはサッカー賭博用の札を作って暇つぶしをしていた。これには、議会の諸卿からは単にメモを取っているように見えるという利点があった。1963年に黒杖官を退官した。
ホロックスは執筆活動にも興味をもっており、『ピクチャー・ポスト』や『サンデー・タイムズ』などの新聞や雑誌に、軍事関連の記事を投稿することもあった。その結果、短期間ではあるが、ハウ・ウェルドンが制作した「British Castles」（1962年）や「Men in Battle」、「Epic Battle」などのテレビ番組で司会者を務めている。ホロックスはこれらの番組で、主に歴史上の偉大な戦いについて、できるだけ多くの視聴者に「興奮と関心を高め」ながら講義を行っていた。テムズ・テレビジョンのドキュメンタリーシリーズ「The World at War」では大々的に取材に応じており、BBCの雑誌『ラジオ・タイムズ』では恥じらいながらも表紙を飾っている。テレビでの仕事が終わった後は、住宅建設会社であるボリス・ホームズ・グループの取締役を担う傍ら、『サンデー・タイムズ』にコラムを寄稿したり、イギリス陸軍の連隊史を編集したりするなど、執筆活動を続けていた。1968年には、J & Lランダール社と共同で、メリット社製のボードゲーム「コンバット」の編集を担当した。このゲームの箱にはホロックスの肖像写真とサインが入っており、説明書には「戦争では、地形が毎回異なるため、同じ戦いは2つとありません。そしてこのことが何よりも、異なる軍隊の構成と、敵の司令官が選択する戦術に影響を与えるのです」と記されていた。なお、1960年には自叙伝である『A Full Life』を出版し、1977年には北西ヨーロッパでの戦いを綴った『Corps Commander』を共著で出版している。
マーケット・ガーデン作戦を描いた1977年の映画『遠すぎた橋』では、ホロックスは軍事顧問を務めた。この映画にはホロックスも登場しており、彼を演じたエドワード・フォックスは後に以下のようにコメントしている。
ホロックスは1985年1月4日に89歳で死去した。2月26日にウェストミンスター寺院で執り行われた追悼式には、女王と首相の代理として、ピーター・ギレット少将とマイケル・ヘーゼルタイン国防大臣が参列し、その他、30個の連隊や部隊、団体なども参列した。

## 叙勲
|  | バス勲章ナイト・コマンダー - 1949年6月9日（コンパニオン - 1943年8月5日） |
|  | 大英帝国勲章ナイト・コマンダー - 1945年7月5日                            |
|  | 殊功勲章 - 1942年12月31日                                                |
|  | 武功十字章 - 1920年1月30日                                               |
|  | ゲオルギオス1世勲章コマンダー - 1944年6月20日                            |
|  | オラニエ＝ナッサウ勲章ナイト・グランド・オフィサー - 1946年10月17日      |
|  | 王冠勲章グランド・オフィサー - 1947年1月16日                             |
|  | 従軍十字章 - 1947年1月16日                                               |
|  | レジオンドヌール勲章コマンドゥール                                       |
|  | 1914年-1918年従軍十字章                                                  |
|  | レジオン・オブ・メリット勲章コマンダー                                   |
|  | 殊勲者公式報告書3回（1943年6月24日、1945年3月22日、1945年8月9日）        |